# Partido Demócrata (Argentina)
El Partido Demócrata (PD), antiguamente llamado Partido Demócrata Nacional (PDN) es un partido político argentino de derecha. Suele ser referido también como Partido Conservador y se considera sucesor del Partido Autonomista Nacional (PAN), desaparecido en el año 1916. Está integrado por siete partidos distritales, de existencia anterior: Partido Demócrata de Buenos Aires, Partido Demócrata de la Capital Federal, Partido Demócrata del Chaco, Partido Demócrata de Córdoba, Partido Demócrata de Mendoza, Partido Demócrata de San Luis y Partido Demócrata de Santa Fe. Además de contar con personería provisoria en San Juan y personería provincial en Misiones. El uso del término «demócrata» en política partidaria argentina aparece por primera vez en el nombre de una agrupación política de corta vida que integraba un sector del PAN y un sector del radicalismo que respondía a Bernardo de Irigoyen ("Lista Demócrata") que encabezó Roque Sáenz Peña en contra de la lista del Acuerdo entre el sector del PAN que respondía a Julio Argentino Roca y al mitrismo en 1902.
Fue fundado en 1931 y se disgregó luego de 1957. Con posterioridad a su disgregación en 1957, diversos partidos distritales y nacionales se consideraron sucesores políticos e ideológicos, e incluso institucionales, del PDN histórico.
El partido constituyó la Concordancia, una alianza política con la Unión Cívica Radical Antipersonalista y el Partido Socialista Independiente que gobernó la Argentina entre 1932 y 1943, período de la historia argentina conocido como la Década Infame o Restauración Conservadora, cuestionado por el uso abierto y masivo del fraude electoral y el alto nivel de corrupción. En ese período el dirigente del PDN Ramón S. Castillo fue presidente de la Nación en 1942-1943, debido a la muerte del presidente radical Roberto M. Ortiz, de quien era su vicepresidente. Otro dirigente del PDN, Julio Argentino Roca (hijo), fue vicepresidente de la Nación entre 1932 y 1938.
El Partido Demócrata Nacional se organizó sobre la base de los partidos liberal-conservadores provinciales, caracterizados por su heterogeneidad ideológica, sin llegar a articularse como una fuerza cohesionada a nivel nacional. Se organizó como «una alianza flexible de las fuerzas conservadoras provinciales», cada una fuertes características locales. Entre sus dirigentes históricos, además de los ya nombrados que alcanzaron la fórmula presidencial, se encuentran Federico Pinedo del Partido Demócrata de la Capital Federal, José Aguirre Cámara y Miguel Ángel Cárcano del Partido Demócrata de Córdoba, Antonio Santamarina y Rodolfo Moreno del Partido Demócrata de Buenos Aires, Adolfo Vicchi y Gilberto Suárez Lago del Partido Demócrata de Mendoza, Reynaldo Pastor del Partido Demócrata de San Luis y Robustiano Patrón Costas de Salta.
Comenzó a diluirse como fuerza nacional luego de no haber podido integrar nacionalmente la Unión Democrática en 1946, año que cambió su nombre a Partido Demócrata. No obstante, el partido sobrevivió a nivel local en algunas provincias, como el Partido Demócrata de Mendoza o el Partido Demócrata de la Capital Federal y tuvo un breve apogeo bajo la Federación de Partidos de Centro entre 1959 y 1966. La estructura nacional no logró consolidarse y los partidos distritales que lo integraban reasumieron su independencia, entre ellos la Unión Conservadora, el Partido Demócrata de Mendoza, y el Partido Demócrata de San Luis. El Partido Demócrata de Mendoza, mantuvo un considerable caudal electoral, ganando la gobernación de esa provincia en 1961 y 1963, las legislativas de 1997, integrando el Frente Cambia Mendoza, que ganó las elecciones de 2015 y obteniendo reiteradamente representación en el Congreso Nacional.
En el 2018 seis partidos distritales denominados «Demócrata» -en algunos casos fundadores del PDN histórico-, que se consideran continuadores del PAN y el PDN, y en general de la tradición conservador-liberal argentina, obtuvieron su reconocimiento como partido nacional bajo el nombre de «Partido Demócrata».
Luego de su refundación en 2018, el Partido Demócrata integró la alianza Juntos por el Cambio en las elecciones presidenciales de 2019, que llevó la fórmula presidencial Mauricio Macri - Miguel Ángel Pichetto. Entre 2022 y 2023 apoyó la candidatura presidencial de Javier Milei, perteneciente al espacio La Libertad Avanza, aunque uno de los partidos distritales pertenecientes al PD (Partido Demócrata de la Ciudad Autónoma de Buenos Aires) mantendría su alianza con Juntos por el Cambio hasta junio de dicho año. De los seis distritos que integran el partido, Mendoza concentra el 78,8 % de las personas afiliadas. El 10 de diciembre de dicho año, Javier Milei y Victoria Villarruel asumieron los cargos de presidente y vicepresidenta de la Nación Argentina, respectivamente. Villarruel, es miembro del Partido Demócrata, con su elección como vicepresidenta se produjo su regreso como partido a la escena política nacional, siendo sucesor del extinto Partido Autonomista Nacional logrando así integrar la primera fórmula presidencial electa con un miembro de dicho partido como vicepresidente, hecho que no sucedía desde el año 1932 cuando integraba la Concordancia en la que Julio Roca (H) fuera electo como Vicepresidente de la Nación.

## Historia

El Partido Demócrata Nacional (PDN) usaba una bandera de color azul en sus mítines políticos.

La sanción en 1912 de la Ley Sáenz Peña, de voto secreto y obligatorio, produjo un cambio político de gran magnitud en la Argentina, impulsando la apertura democrática en el país, el avance notable y el acceso al poder de la Unión Cívica Radical y el retroceso y fragmentación de las fuerzas liberal-conservadoras, culminando con la disolución del Partido Autonomista Nacional. El golpe de Estado de 1930, que derrocó al gobierno constitucional encabezado por el líder del radicalismo, Hipólito Yrigoyen, instaló en el poder a una dictadura que proscribió a la Unión Cívica Radical, particularmente al yrigoyenismo, para dar paso a un sistema electoral fraudulento.
En esas condiciones las fuerzas conservadoras constituyeron un partido nacional al que denominaron Partido Demócrata Nacional (PDN), que formó a su vez una coalición denominada Concordancia, con el sector anti-yrigoyenista del radicalismo, la Unión Cívica Radical Antipersonalista, y un sector del socialismo, el Partido Socialista Independiente. La Concordancia ganó las elecciones de 1931, afectadas por el fraude y la proscripción del radicalismo, llegando de ese modo el PDN al poder.

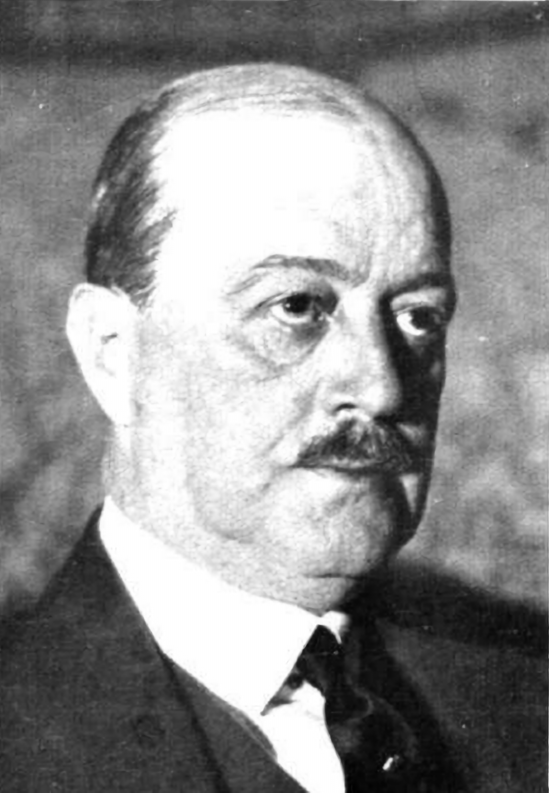
Julio Argentino Pascual Roca, vicepresidente de la Nación Argentina (1932-1936), cofundador del Partido Demócrata Nacional e hijo de Julio Argentino Roca.

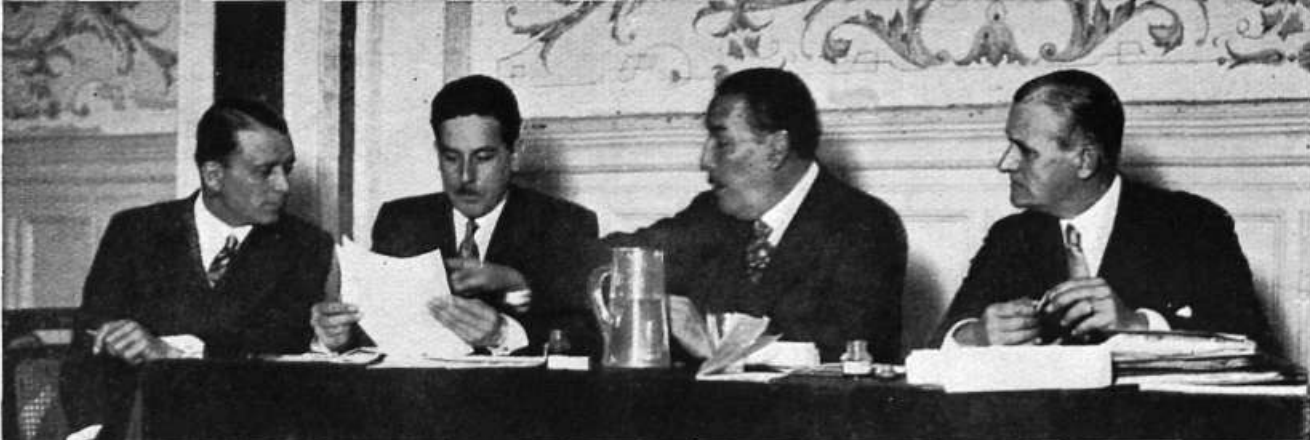
Convención del Partido Demócrata Nacional de Argentina, 1931. La mesa directiva de la convención, presidida por el doctor Rodríguez Saá en el Salón Del Príncipe Jorge.

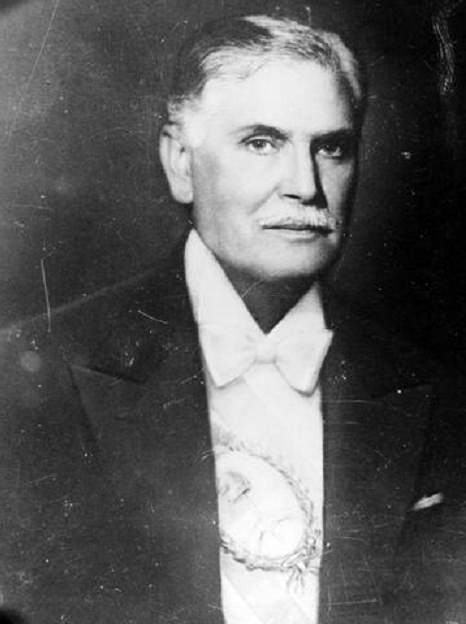
Ramón Castillo presidente de la Nación. Perteneciente al PDN

A partir de ese momento, el PDN se fortaleció alrededor de las estructuras estatales y el fomento de una red de influencias regionales y comunales de abogados de excelente nivel oratorio y caudillos pagos. Sin embargo, conforme la ciudadanía reaccionaba hostilmente a los mecanismos de fraude patriótico de la Década Infame, el PDN veía reducidos sus espacios de influencia. La derrota de los demócratas cordobeses en noviembre de 1935 a manos del radicalismo del caudillo Amadeo Sabattini, la presidencia del radical Roberto Marcelino Ortiz a partir de 1938 como cabeza de la Concordancia y la intervención federal a la provincia de Buenos Aires en 1940 expulsando del poder al gobernador Manuel Fresco, líder de la mayor fuerza conservadora del país, generó un desplazamiento gradual del gobierno de los líderes demócratas en beneficio de los radicales antipersonalistas. La situación se revirtió parcialmente en 1940, cuando la muerte del presidente Ortiz (radical antipersonalista) llevó a que el vicepresidente demócrata Ramón Castillo, asumiera la presidencia de la Nación por el tiempo restante del mandato.

#### El golpe de Estado de 1943
La impopularidad del presidente Castillo, los rumores acerca de que el futuro presidente, Robustiano Patrón Costas, empresario dueño del Ingenio San Martín del Tabacal y allí miles de indígenas kolla, wichi, tobas y otros eran sometidos a condiciones infrahumanas de trabajo, con jornadas superiores a las  16 horas diarias, formando una policía particular que perseguía a quienes escapaban, los baleaban y los mataban si fuese necesario. Eran forzados a trabajar en las tierras desde los 4 años y el pago era en especie de modo total o parcial.y el intento de algunos radicales en encolumnarse atrás de la candidatura del ministro de guerra Pedro Pablo Ramírez, y su consecuente pedido de renuncia por parte del presidente llevaron al golpe el 4 de junio de 1943, conocido como Revolución del 43 encabezada por los generales Pedro Pablo Ramírez y Arturo Rawson.
Los partidos políticos se disuelven mediante el decreto nacional 18409/43, y las fuerzas conservadoras se dividen entre figuras más liberales que se oponen al gobierno, como Rodolfo Moreno o Antonio Santamarina y figuras más nacionalistas, como Manuel Fresco, que deciden colaborar con el nuevo gobierno. Algunos otros deciden huir al exilio, tal es el caso de Rodolfo Moreno Esta situación de acefalia institucional hace que miles de afiliados en la provincia de Buenos Aires envíen sus renuncias y los sectores medios (caudillos locales) se encuentren a la expectativa.
El Comité del partido se reúne en una sesión el 19 de julio de 1945 donde se decide nombrar a una junta reorganizadora presidida por Laureano Landaburu para finalmente el 16 de enero de 1946 renovar el Comité Nacional (que sería presidido por este último). La dictadura militar convocó a elecciones libres para el 24 de febrero de 1946. Dos coaliciones de partidos presentaron candidatos: la Unión Democrática -encabezada por la Unión Cívica Radical- y la coalición peronista integrada por tres partidos recién creados: el Partido Laborista, la Unión Cívica Radical Junta Renovadora y el Partido Independiente. El Partido Demócrata Nacional solicitó integrar la Unión Democrática, pero la UCR no lo aceptó, razón por la cual debió concurrir solo, sin candidato presidencial. A pesar del reiterado esfuerzo del Partido Comunista a favor de la incorporación del PDN a la UD,[cita requerida] la postura del radicalismo fue decisiva y puso a los conservadores en una difícil situación que quedó reflejada en la Convención Nacional del partido celebrada el 16 de enero de 1946.

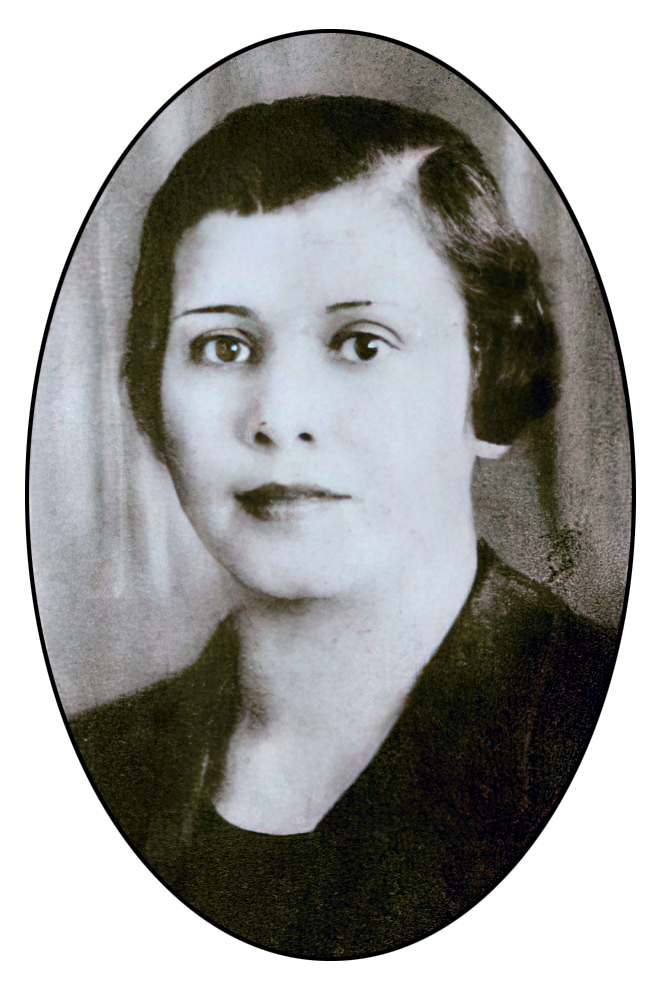
Emar Acosta. Diputada provincial en San Juan por el PDN. Fue la primera mujer en ser elegida para un cargo electivo en Hispanoamérica.

El 16 de enero de 1946 se llevó a cabo la Convención Nacional del partido para decidir si concurrirá con candidatos propios a los comicios entrantes. Un sector liderado por Vicente Solano Lima pretende nominar a un binomio presidencial propio, otro sector liderado por Antonio Santamarina y José Aguirre Cámara incita a apoyar y votar la fórmula José P. Tamborini/Enrique Mosca de la Unión Democrática. Finalmente, tras un acalorado debate, se decide dar curso libre de acción a todos los distritos. En distritos como la provincia de Buenos Aires y Córdoba muchos miembros de la dirigencia de segunda línea del partido, por su histórica postura antirradical, terminarían engrosando las filas del peronismo. Algunos de ellos, como en el caso de los dirigentes bonaerenses, formarían el Partido Independiente, liderado por Juan Filomeno Velazco y Alberto Teisaire. Tales fueron las escisiones dentro del partido que este tendría un rendimiento muy pobre en las elecciones de 1946, obteniendo solo el 7,64 % de los sufragios a nivel nacional. Sin embargo, en algunas provincias el Partido Demócrata obtendría mejores resultados, como en Córdoba, Mendoza y San Luis o incluso triunfando en los comicios como ocurrió en las elecciones a gobernador en Corrientes.[cita requerida] Aun así, el PDN obtuvo en dichas elecciones dos diputados nacionales, Reynaldo Pastor y Justo Díaz Colodrero.

### Durante el gobierno peronista
El triunfo de Perón en las elecciones llevó al Partido Demócrata Nacional a realizar una conferencia partidaria el 21 de junio de 1946 donde tras analizar la situación se decidió nombrar a una nueva junta reorganizadora integrada por un delegado por distrito. Se formó una Mesa Directiva integrada por Rodolfo Corominas Segura, Vicente Solano Lima, Reynaldo Pastor, Justo Díaz Colodero y Oscar Rebaudi Basavilbaso. El comité nacional delegó sus funciones en esta comisión. Es en estas fechas que por disposición del gobierno los partidos políticos ya no pueden usar la expresión nacional en sus nombres, por lo que a partir del 22 de julio de 1946 el Partido Demócrata Nacional se vio obligado a dejar de lado el ‘Nacional’ y pasar a ser, luego de más de quince años de existencia, el Partido Demócrata (PD) a secas. Antes de las elecciones de 1948 las autoridades del Partido Demócrata querían lograr que el decreto 11976 sancionado el 30 de mayo de 1945 que regulaba el estatuto de los partidos políticos y que señalaba que ningún partido político podía formar su nombre con el de personas o derivados de persona alguna ni con ninguna referencia a la Argentina o a la cuestión nacional se cumpliera en toda su dimensión, por lo que los apoderados presentaron la impugnación del Partido Peronista por hacer referencia en su nombre a una persona. La Junta Electoral de 1948 permite al Partido Peronista presentarse. El PD, decidido a hacer todo lo posible para la plena aplicación del decreto, apeló ante la Corte Suprema de Justicia quien también halló improcedente la impugnación.

Antiguo logo del partido.

El reorganizado Partido Demócrata decide concurrir con candidatos propios a las elecciones legislativas de marzo de 1948, excepto en Capital Federal y Jujuy. A nivel nacional obtienen apenas 93 012 votos producto de la polarización peronismo – anti peronismo que significó la preponderancia del Partido Peronista como fuerza oficialista y de la Unión Cívica Radical como única fuerza opositora capaz de vencerlos en los comicios.
La comisión reorganizadora da por concluida su reorganización el 28 de agosto de 1948 nombrando un nuevo Comité Nacional cuya Mesa Directiva estaba integrada por Reynaldo Pastor, Adolfo Vicchi, Justo Díaz Colodero, Eduardo Paz, Aurelio Acuña, Felipe Yofre, Justo G. Medina, Enrique Patrón Costas y Oscar Rebaudi Basavilbaso, como presidente, vicepresidente y secretarios, respectivamente. El 15 de octubre del mismo año, el Comité Nacional proclama la abstención a los comicios de convencionales constituyentes de 1948 e hizo público un manifiesto en el que denunciaba la falta de libertad de expresión, la imposibilidad de acceder a los medios masivos de comunicación, el uso de todos los resortes de poder al servicio del gobierno, y los obstáculos a la propaganda y a la acción política de los partidos de la oposición.[cita requerida]
Ante las graves derrotas electorales, la convención nacional presidida por Rodolfo Martínez en Córdoba el 30 de marzo de 1951 se reunió en un congreso hasta el 1 de abril del mismo año, donde se redactó un programa que serviría a los conservadores de basamento ideológico hasta terminado el siglo XX. El mismo en su declaración de principios dice lo siguiente:

Que su ideario político se nutre en los principios del sistema republicano democrático de gobierno. Es una fuerza progresista que aspira a acelerar la evolución del país: que cree que ningún avance social puede consolidarse y ser fecundo si no se apoya en el reconocimiento de la obra del pasado. Que su filosofía política coloca por encima de todos los valores a la dignidad de la persona humana desde la concepción hasta la muerte natural. Cree que el hombre es un fin en sí mismo y no un medio al servicio de la colectividad, y menos aún del Estado, frente a los cuales tiene derechos individuales y sociales que no pueden serle desconocidos. Por eso la defensa de la libertad es el primer motivo de la acción del partido. Que no hay progreso si no es dentro de un orden social libre, que garantice ampliamente la igualdad de oportunidades y esté organizado sobre las bases de justicia y legalidad. Las ideas de Justicia y Libertad son inseparables de una sana organización social, sin violencia, sin miseria y sin privilegios. El trabajo es un factor esencial de la producción, como el capital, y la ley debe reconocerles esa jerarquía, asegurando el justo trato de uno y otro. Que el Estado, como organización jurídica de la sociedad, está a su servicio y no puede tener intereses encontrados con los de ella. Su excesivo desarrollo es contrario al ejercicio de los derechos de los ciudadanos. Su intervención en la economía es indicada cuando tienda a promover el bienestar social, al fomento de la actividad privada y aún su regulación y ordenamiento actuando como órgano de la justicia o en resguardo del interés general, pero es nociva cuando supera estos límites. La intervención del Estado debe conjugarse con la libertad individual y con la competencia creadora del progreso. La burocracia estatal debe ser combatida y eliminada, por tratarse de uno de los factores que asfixian y retardan el desarrollo de la comunidad. Que la educación popular y la iniciativa privada constituyen los dos motores fundamentales del progreso colectivo. La vigencia de la seguridad y el orden, una moneda sana y la existencia de auténtica autoridad por parte de los llamados a ejercerla son presupuestos básicos del desenvolvimiento positivo del cuerpo social. La organización de la comunidad deberá ir siendo progresivamente más justa, y ha de tender a favorecer la movilidad social y a la continua mejora de la calidad de vida de todos sus integrantes. Que la sociedad no podrá perfeccionarse ni la Nación alcanzar su plenitud sin la estricta observancia de los principios de la ética y de la moral, exigible por igual tanto a gobernantes como a gobernados. Por ello también la acción política en todos sus aspectos, debe ser siempre ejercida con el lenguaje de la verdad. Que la familia y el derecho de propiedad individual son bases de nuestra organización social. La primera debe ser amparada por la legislación; el segundo debe ser mantenido y definido como inherente a la personalidad humana, sin que ello implique admitir su ejercicio contrario al interés de la colectividad. Que la efectiva división, equilibrio y coordinación de los poderes del Estado es de la esencia del régimen republicano y es garantía indispensable de la libertad individual. Que la existencia de minorías políticas, respetadas en el libre ejercicio de sus derechos, es el elemento sustancial de la democracia. Que afirma la necesidad de dar fiel cumplimiento a los tratados, como forma de observar el precepto constitucional de afianzar las relaciones de paz y comercio con las potencias extranjeras; proclama el respeto al derecho de libre determinación de los pueblos; sostiene la necesidad de la efectiva integración territorial Argentina y del fortalecimiento de los vínculos de solidaridad con los países de Iberoamericana; y reafirma para la Argentina un papel preponderante en el mundo.

Tras la reelección de Reynaldo Pastor en su provincia, es ratificado para un segundo mandato como presidente del partido a nivel nacional el 30 de junio de 1951. El 1 de septiembre la convención del partido lleva la fórmula Reynaldo Pastor – Vicente Solano Lima a las elecciones presidenciales. Durante la campaña, el general Menéndez intenta derrocar al gobierno y en consecuencia centenares de opositores son encarcelados. Estas acciones llevan al diputado Reynaldo Pastor a renunciar a su cargo el 23 de diciembre de ese año.

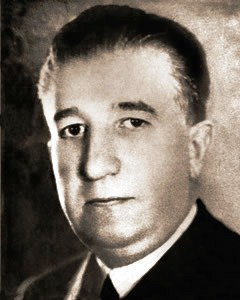
Reynaldo Pastor. Diputado Nacional (1946-1951) y presidente del Partido Demócrata durante el primer gobierno de Perón

Hacia 1952 el Partido Demócrata se había desintegrado en Catamarca, La Rioja, Santiago del Estero y Tucumán; tampoco existía en las nuevas provincias de Presidente Perón y Eva Perón, y en muchas otras su presencia era puramente formal. 
El 10 de marzo de 1952 Pastor informa al Comité Nacional los términos de su entrevista con el presidente Perón, quien ganó las elecciones de ese año. Este hecho genera un enorme malestar en el partido que deriva en la renuncia de Pastor como presidente al igual que los integrantes de la mesa directiva. Finalmente, el 15 de abril se ordena una nueva junta reorganizadora presidida por Adolfo Vicchi con Conrado Etchebarne como vicepresidente. Vicchi fue convocado a Buenos Aires para el ametrallamiento y bombardeo a la Plaza de Mayo, el 16 de junio de 1955. Según el área de Investigación Histórica del Archivo Nacional de la Memoria, estaba previsto que ―si tenían éxito al perpetrar el golpe de Estado― se conformaría un Triunvirato civil integrado por Vicchi, máxima figura del Partido Demócrata, junto a Miguel Ángel Zavala Ortiz, dirigente de la U.C.R y Américo Ghioldi, dirigente del Partido Socialista.
Desde la Cárcel, Federico Pinedo envía una carta al ministerio del interior señalando que el gobierno y la oposición deben dar pasos en conjunto para lograr la pacificación del país. El cordobés José Aguirre Cámara se opone fervientemente a esto y encabeza la tendencia Abstencionista dentro del partido. El partido se divide entre Abstencionistas y Concurrencistas ante las elecciones a vicepresidente en 1954, tras la muerte del vicepresidente Hortensio Quijano en 1952, algunos distritos levantan la candidatura del conservador Bonaerense Benito de Miguel. Felipe Yofre toma la presidencia del partido junto a los distritos Concurrencistas. El clima político tanto interno como externo no mejora y la situación no parece cambiar hasta los hechos ocurridos el 16 de septiembre de 1955.

### Revolución Libertadora
En 1955 el PD apoyó el golpe de Estado de 1955 que derrocó al gobierno constitucional por Juan Domingo Perón y formó parte del gobierno militar autodenominado Revolución Libertadora (1955-1958), integrando su Junta Consultiva Nacional con cuatro miembros: José Aguirre Cámara, Rodolfo Corominas Segura, Adolfo Mugica y Reinaldo Pastor.
Una Junta Reorganizadora Nacional designada por un acta el 17 de julio de 1955 intenta reunificar al Partido Demócrata. La preside Rodolfo Corominas Segura y se extiende su reorganización hasta el 31 de mayo de 1956. El 28 de octubre la dictadura militar convoca una junta consultiva nacional donde el Partido Demócrata designa a Rodolfo Corominas Segura, José Aguirre Cámara, Reynaldo Pastor y Adolfo Mugica. El debate entre "concurrencistas" y abstencionistas se intensificó cuando Solano Lima fue ganando terreno entre los primeros y entre los ex conservadores de la provincia de Buenos Aires que en 1945 migraron al peronismo, prometiendo amnistía, tregua y pacificación. Sin embargo tras arduos debates a nivel nacional se impuso el sector abstencionista.
El 17 de julio de 1956, Rodolfo Corominas Segura renuncia tras declaraciones de Solano Lima propiciando una amnistía para el peronismo. Finalmente asume la presidencia Oscar Rebaudi Basavilbaso e interviene la provincia de Buenos Aires provocando la ruptura de Solano Lima con el partido y fundando este último el Partido Conservador Popular.

### Disgregación
En 1956 el Partido Demócrata se desintegró en sus antiguos partidos fundadores, reapareciendo el Partido Demócrata Liberal de San Luis al mando de Pastor y la Unión Provincial de Salta. En la provincia de Buenos Aires, alrededor de junio de 1957 se escinde del Partido Demócrata un nuevo Partido Conservador con Emilio J. Hardoy a la cabeza.
En la convencional constituyente de 1957 los conservadores alcanzan a ser la tercera fuerza pero fragmentados en diversos partidos por tal motivo buscaron formar un bloque “de Centro” en el parlamento.[cita requerida] En la provincia de Buenos Aires Emilio J. Hardoy asume como convencional constituyente por el Partido Conservador de Buenos Aires, Pablo González Bergez por el Partido Demócrata de Buenos Aires, en Catamarca Felipe E. Ponferrada por el Partido Demócrata Conservador Popular-Partido Demócrata, en el Chaco Benito Palamedi por el Partido Demócrata Conservador Popular, en Córdoba asumen José Aguirre Cámara, José Antonio Mercado y Manuel E. Paz por el Partido Demócrata de Córdoba, en Corrientes Evaristo López y Pedro Obregón por el Partido Demócrata Autonomista-Conservador Popular, en Entre Ríos Justo Germán Medina por el Partido Demócrata de Entre Ríos, en Mendoza Adolfo Vicchi y Emilio Jofré por el Partido Demócrata de Mendoza, en Salta Francisco M. Uriburu Michel por el Partido Unión Provincial y en San Luis Reynaldo Pastor y Guillermo Alberto Belgrano Rawson por el Partido Demócrata Liberal. Pese a ello el PD no pudo mantener la unidad y los conservadores concurrieron a las elecciones presidenciales del 23 de febrero de 1958 con tres listas diferentes: la del Partido Demócrata cuya fórmula estaba integrada por Héctor González Iramain (antiguo socialista y uno de los miembros fundadores del Partido Socialista Independiente) y Carlos Aguinaga, la del Partido Demócrata Conservador con Reynaldo Pastor y Martín Aberg Cobo y la facción del partido Conservador Popular formada por Solano Lima y Alfredo Massi. En tales elecciones triunfa Arturo Frondizi con el apoyo del peronismo.

### Federación Nacional de Partidos de Centro

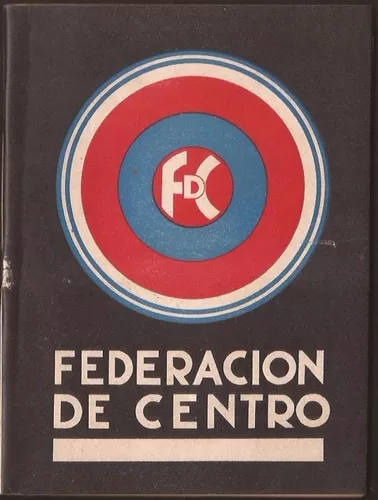
Plataforma electoral de la Federación Nacional de Partidos de Centro

Luego de las elecciones y ante la dispersión de las fuerzas que integraban el Partido Demócrata la mayoría de las fuerzas conservadoras provinciales se agruparon el 8 de noviembre de 1958 con la fundación de la Federación Nacional de Partidos de Centro que en esa fecha aprueba el nombre de la federación, la Carta Orgánica y el Programa del mismo. La nueva agrupación se organiza bajo la forma federativa. En consecuencia, las autoridades partidarias nacionales carecen de la facultad para intervenir las entidades nacionales, que dejan de ser "distritos" de un partido para convertirse en partidos independientes adheridos a una entidad superior. La Federación, como todos los demás partidos políticos argentinos, fue abolida por la dictadura dirigida por el general Juan Carlos Onganía, que tomó el poder en 1966 con el nombre de Revolución Argentina.

### Concentración Demócrata
En 1983, en ocasión del colapso de la dictadura autodenominada Proceso de Reorganización Nacional, luego de la Guerra de Malvinas de 1982, varios partidos provinciales que habían integrado el Partido Demócrata histórico y la Federación de Centros, volvieron a vincularse para crear un partido nacional bajo el nombre de Concentración Demócrata.
La Concentración Demócrata estuvo integrada por los siguientes partidos: Partido Demócrata de la Capital Federal (Jorge Rodríguez Vivanco, Carlos Ure, Roberto Azzareto, Alberto González Allende, Federico Pinedo), Partido Demócrata de la Provincia de Buenos Aires (Julio Cueto Rúa), Unión Conservadora de la Provincia de Buenos Aires (Eduardo Aranda Lavarello, Hilario Muruzábal), Partido de Centro de Tucumán (Manuel Avellaneda, Rafael Bulacio), Partido Demócrata de Entre Ríos (Alberto Saffores), Partido Demócrata Liberal de San Luis, Partido de Centro de San Juan, Partido Demócrata de Jujuy (Julio van Gaester, Héctor Sánchez Iturbe), Partido Demócrata de Catamarca (Francisco Acosta, Jorge Ponferrada), Unión Provincial de Salta (Freddy Saravia, Antonio Guzmán Pinedo), Partido Demócrata de Santiago del Estero (Jaime Verdaguer Gonzáles) y Partido Demócrata de Mendoza (Francisco Gabrielli, Horacio Arnout). Su presidente fue el tucumano José Manuel Avellaneda.
En las elecciones presidenciales de 1983 Concentración Demócrata integró la coalición Alianza Federal, que llevó la fórmula presidencial integrada por Francisco Manrique y Guillermo Belgrano Rawson, que obtuvo 0,70% de los sufragios y ningún elector, sin conseguir diputados ni senadores. La alianza se disolvió tras los comicios.

### Refundación de 2018 y actualidad

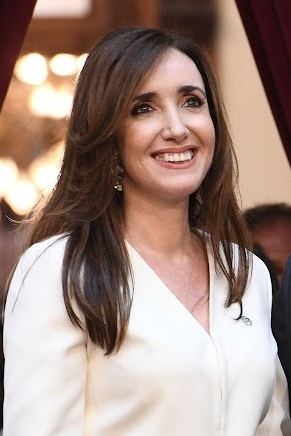
Victoria Villarruel, Vicepresidente de la Nación Argentina.

En 2019, seis partidos distritales, algunos de ellos fundadores del PDN histórico, obtuvieron el reconocimiento como partido nacional bajo el nombre de «Partido Demócrata», aunque también se presenta oficialmente como Partido Demócrata Nacional. Los seis partidos distritales integrantes del PD son el Partido Demócrata de Córdoba, el Partido Demócrata de Mendoza, que reúne el 90 % de los afiliados totales, el Partido Demócrata de San Luis, el Partido Demócrata de Buenos Aires, el Partido Demócrata de la Capital Federal y el Partido Demócrata del Chaco. Fue electo el 14 de diciembre de 2019 Carlos Balter como presidente del partido, siendo el primer presidente del Partido Demócrata Nacional desde la salida de Reynaldo Pastor en 1951.
En las elecciones presidenciales del 2019 integró la alianza Juntos por el Cambio, llevando al presidente Mauricio Macri como candidato para su reelección.
Hacia 2020 el PD abandonó las alianzas distritales con Juntos por el Cambio, con excepción de la Capital Federal, llevando a cabo en las elecciones de 2021 alianzas con el frente Avanza Libertad en Buenos Aires,  Vamos Mendocinos en Mendoza y presentando candidatos propios en Córdoba. El 22 de abril del 2022 llamó a una conferencia de prensa en Mendoza, junto al dirigente nacional Javier Milei, donde se anunció que el partido apoyaba su candidatura de cara a las elecciones presidenciales del 2023.

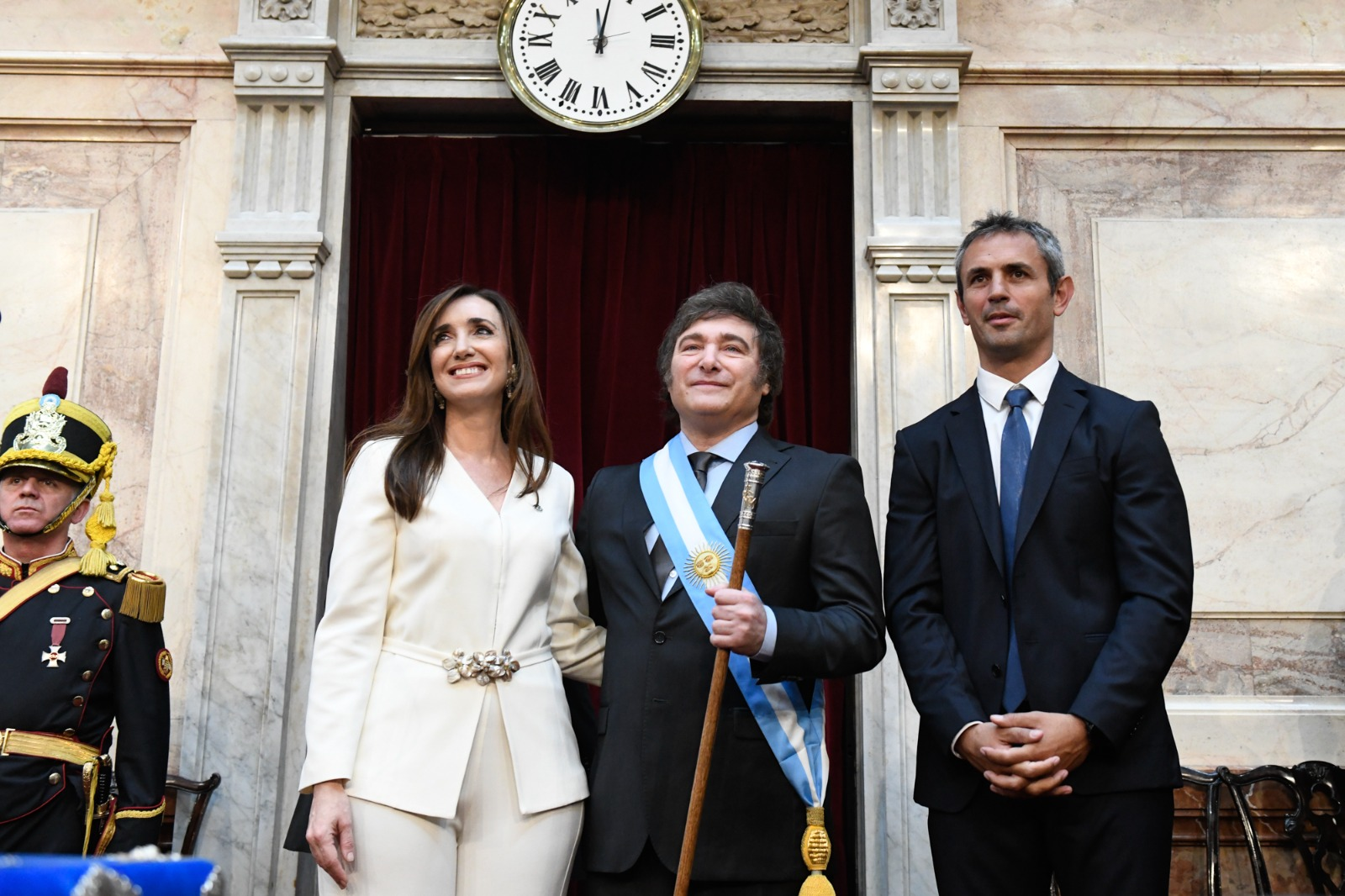
Asunción de la fórmula Javier Milei - Victoria Villarruel el 10 de diciembre de 2023.

El 7 de diciembre de 2022 el partido eligió nuevas autoridades para el periodo 2022-2025, renovando Carlos Balter la presidencia y siendo electa la diputada Victoria Villarruel como secretaria general. 
El 19 de noviembre del 2023 resulta electa Victoria Villarruel vicepresidente de la Nación en fórmula con Javier Milei bajo el frente  La Libertad Avanza, luego del balotaje presidencial del mismo año. Siendo de esta manera la primera vez desde 1943 que el Partido Demócrata logra hacer pie en la Casa Rosada.

## Miembros Fundadores

### Partidos Fundadores en 1931
| Partido                    | Provincias                                  |
| -------------------------- | ------------------------------------------- |
| Partido Autonomista        | Corrientes                                  |
| Partido Conservador        | Buenos Aires, La Rioja, Santiago Del Estero |
| Partido Demócrata          | Córdoba, Tucumán                            |
| Partido Liberal            | Corrientes, Mendoza, San Luis               |
| Partido Liberal Pactista   | Corrientes                                  |
| Partido Popular            | Jujuy                                       |
| Concentración Catamarqueña | Catamarca                                   |
| Concentración Cívica       | Entre Ríos, San Juan                        |
| Unión Provincial           | Salta                                       |

### Partidos Refundadores (2018)
| Partido                              | Provincias                               |
| ------------------------------------ | ---------------------------------------- |
| Partido Demócrata                    | Córdoba, Mendoza, Ciudad de Buenos Aires |
| Partido Demócrata Conservador        | Buenos Aires                             |
| Partido Demócrata Liberal            | San Luis                                 |
| Partido Popular de la Reconstrucción | Chaco                                    |

## Distritos
| Distritos              | Distritos    | Presidente            | Alianza     | Alianza     | Alianza    | Alianza                                | Personeria Jurídica    | Afiliados | Ref             |
| Distritos              | Distritos    | Presidente            | de Distrito | de Distrito | Provincial | Provincial                             | Personeria Jurídica    | Afiliados | Ref             |
| ---------------------- | ------------ | --------------------- | ----------- | ----------- | ---------- | -------------------------------------- | ---------------------- | --------- | --------------- |
| Buenos Aires           | PD BA        | Carlos Onteiro        |             | Sin Alianza |            | Potencia                               | Distrito, Provincial   | 5720      |                 |
| Ciudad de Buenos Aires | PD CABA      | María Vada            |             | sin Alianza |            | Buenos Aires Primero                   | Distrito, Provincial   | 4069      |                 |
| Chaco                  | PD Cho       | Orlando Oscar Arévalo |             | Sin Alianza |            | Nuevo Espacio Chaqueño independiente   | Distrito, Provincial   | 3569      |                 |
| Córdoba                | PD Cba       | Rodolfo Eiben         |             | Sin Alianza |            | Frente Liberal Demócrata Desarrollista | Distrito, Provincial   | 3928      |                 |
| Mendoza                | PD Mza       | Armando Magistretti   |             | Sin Alianza |            | La Unión Mendocina                     | Distrito, Provincial   | 56.259    | [ 35 ]          |
| Misiones               | PD MI        | Nelly Zart            |             | Sin Alianza |            | Sin Alianza                            | Provincial             | —         | [ 17 ] [ 36 ]   |
| La Rioja               | PD LR        | Ángel Ávila           |             | Sin Alianza |            | Sin Alianza                            | Distrito, en formación | —         |                 |
| San Juan               | PD SJ        | Desconocido           |             | Sin Alianza |            | Sin Alianza                            | Provincial             | —         | [ 16 ] [ 37 ]   |
| San Luis               | PD SL        | Mauro Chiatti         |             | Sin Alianza |            | Sin Alianza                            | Distrito, Provincial   | 1628      |                 |
| Santa Fe               | PD SF        | Vacante(Requerido)    |             | Sin Alianza |            | Sin Alianza                            | Distrito, Provincial   | —         | [ n. 1 ] [ 38 ] |
| Total (2022)           | Total (2022) |                       |             |             |            |                                        |                        | 75.172    |                 |

## Representantes

### Congreso Nacional

#### Cámara de Senadores
| Bloque La Libertad Avanza Presidente: Ezequiel Atauche | Bloque La Libertad Avanza Presidente: Ezequiel Atauche | Bloque La Libertad Avanza Presidente: Ezequiel Atauche | Bloque La Libertad Avanza Presidente: Ezequiel Atauche |
| Retrato                                                | Nombre                                                 | Distrito                                               | Mandato                                                |
| ------------------------------------------------------ | ------------------------------------------------------ | ------------------------------------------------------ | ------------------------------------------------------ |
|                                                        | Victoria Eugenia Villarruel VCP                        | Nacional Presidente del Senado                         | 2023-2027                                              |

#### Cámara de Diputados
|  | María Mercedes Llano        | Mendoza  | 2023 | 2027 |
|  | Alberto Arancibia Rodríguez | San Luis | 2021 | 2025 |

### Parlamentarios Mercosur
| Parlamentarios Electos | Parlamentarios Electos | Parlamentarios Electos | Parlamentarios Electos | Parlamentarios Electos | Parlamentarios Electos | Parlamentarios Electos |
| Alianza política       | Alianza política       | Nombre                 | Nombre                 | Distrito               | Mandato                | Mandato                |
| Alianza política       | Alianza política       | Nombre                 | Nombre                 | Distrito               | Inicio                 | Fin                    |
| ---------------------- | ---------------------- | ---------------------- | ---------------------- | ---------------------- | ---------------------- | ---------------------- |
|                        | La Libertad Avanza     | Patricio Villegas      | Patricio Villegas      | Nacional               | 2023                   | 2027                   |
| Rodolfo Eiben          | Rodolfo Eiben          | Córdoba                | 2023                   | 2027                   |                        |                        |

### Legislaturas provinciales
| Provincia  | Alianza política     | Órgano legislativo  | Bloque               | Legislador          | Mandato   |
| ---------- | -------------------- | ------------------- | -------------------- | ------------------- | --------- |
| Entre Ríos | La Libertad Avanza   | Cámara de diputados | La Libertad Avanza   | Débora Todoni       | 2023-2027 |
| La Pampa   | Comunidad Organizada | Cámara de diputados | Comunidad Organizada | Maximiliano Aliaga  | 2023-2027 |
| Mendoza    | Partido Demócrata    | Cámara de senadores | Partido Demócrata    | Armando Magistretti | 2023-2027 |
| San Luis   | Cambia San Luis      | Cámara de diputados | Unidos por San Luis  | Mauro Chiatti       | 2023-2025 |

## Resultados electorales

### Elecciones de orden nacional

#### Presidenciales
|  | 61,44 % |

|  | 55,77 % |

|  | 1.57 % |

|  | 2.33 % |

|  | 1.42 % |

|  | 1.77 % |

|  | 6.69 % |

|  | 0.72 % |

|  | 31,80 % |

|  | 40,28 % |

|  | 29,86 % |

|  | 29,99 % |

|  | 55,65 % |

#### Legislativas
| Año               | Diputados | Diputados | Diputados | Diputados        | Diputados       | Diputados   |           | Senadores | Senadores | Senadores        | Senadores       | Senadores   | Senadores                                                                                            |  | Distritos                              |
| Año               | Distritos | Votos     | %         | Bancas obtenidas | Total de bancas | +/-         | Distritos | Votos     | %         | Bancas obtenidas | Total de bancas | +/-         | |  | Distritos                              |
| ----------------- | --------- | --------- | --------- | ---------------- | --------------- | ----------- | --------- | --------- | --------- | ---------------- | --------------- | ----------- | --- |  | -------------------------------------- |
| 1930              |           | 78.050    | 5,41      | 4/81             | 8/158           | Sin cambios |           |           |           |                  |                 |             | |  |                                        |
| 1931              |           | 479.087   | 34,93     | 58/158           | 58/158          | 50          |           |           |           | 12/30            | 12/30           | 12          | |  |                                        |
| 1934 (D) 1935 (S) |           | 430.428   | 30,82     | 29/81            | 63/158          | 5           |           |           |           | 4/10             | 12/30           | Sin cambios | |  |                                        |
| 1936              |           | 370.315   | 22,66     | 25/83            | 58/158          | 5           |           |           |           |                  | 12/30           | Sin cambios | |  |                                        |
| 1938 (D) y (S)    |           | 1 080 026 | 61,64     | 26/81            | 57/158          | 1           |           |           |           | 4/10             | 13/30           | 1           | |  |                                        |
| 1940 (D) 1941 (S) |           | 725.757   | 39,41     | 17/82            | 49/158          | 8           |           |           |           | 7/10             | 15/30           | 2           | |  |                                        |
| 1942              |           | 1 051 848 | 53,84     | 29/85            | 52/158          | 3           |           |           |           |                  | 12/30           | Sin cambios | |  |                                        |
| 1946 (D) y (S)    |           | 214.894   | 7,64      | 3/79             | 3/158           | 49          |           |           |           | 0/30             | 0/30            | 12          | |  |                                        |
| 1948 (D) 1949 (S) |           | 93.012    | 3,66      | 1/83             | 2/158           | 1           |           |           |           | 0/10             | 0/30            | Sin cambios | |  |                                        |
| 1951              |           | 175.991   | 2.45      | 0/160            | 0/160           | 2           |           |           |           | 0/30             | 0/30            | Sin cambios | |  |                                        |
| 1954              |           | 104.006   | 1.34      | 0/88             | 0/169           | Sin cambios |           |           |           | 0/18             | 0/30            | Sin cambios | |  |                                        |
| 1958 (D) y (S)    |           | 145.935   | 1,77      | 0/187            | 0/187           | Sin cambios |           |           |           | 0/46             | 0/46            | Sin cambios | |  |                                        |
| 1960 (D) 1961 (S) |           | 847.210   | 12,87     | 2/102            | 2/192           | 2           |           |           |           | 1/15             | 1/46            | 1           | |  |                                        |
| 1962              |           | 610.963   | 6,98      | 3/96             | 5/192           | 3           |           |           |           |                  | 1/46            | Sin cambios | |  |                                        |
| 1963              |           | 449.065   | 5,69      | 5/99             | 9/192           | 4           |           |           |           | 2/15             | 2/46            | 2           | |  |                                        |
| 1965 (D) 1966 (S) |           | 661.108   | 7,38      | 3/99             | 8/192           | 1           |           |           |           | 0/15             | 0/46            | 2           | |  |                                        |
| 1973              |           | 418.274   | 3,50      | 10/243           | 10/243          | 2           |           |           |           | 1/69             | 1/69            | 1           | |  |                                        |
| 1983 (D) y (S)    |           | 169.585   | 1,14      | 0/127            | 0/254           | 10          |           |           |           | 0/46             | 0/46            | 1           | |  |                                        |
| 1985 (D) 1986 (S) |           | 94.988    | 0,62      | 1/127            | 1/254           | 1           |           |           |           | 0/15             | 0/46            | Sin cambios | |  |                                        |
| 1987              |           | 99.749    | 0,62      | 0/127            | 1/254           | Sin cambios |           |           |           |                  | 0/46            | Sin cambios | |  |                                        |
| 1989 (D) y (S)    |           | 7359      | 0,04      | 0/127            | 0/254           | 1           |           |           |           | 0/16             | 0/46            | Sin cambios | |  |                                        |
| 1991 (D) 1992 (S) |           | 100.101   |           | 0/127            | 1/257           | 1           |           |           |           | 0/17             | 0/48            | Sin cambios | |  |                                        |
| 1993              |           | 113.528   | 0,69      | 1/127            | 1/257           | Sin cambios |           |           |           |                  | 0/48            | Sin cambios | |  |                                        |
| 1995 (D) y (S)    |           | 114.581   | 0,68      | 1/130            | 2/257           | 1           |           |           |           | 0/40             | 0/72            | Sin cambios | |  |                                        |
| 1997 (D) 1998 (S) |           | 228.291   | 1,32      | 2/127            | 3/257           | 1           |           |           |           | 0/17             | 0/72            | Sin cambios | |  |                                        |
| 1999              |           | 235.357   | 1,27      | 1/130            | 3/257           | Sin cambios |           |           |           |                  | 0/72            | Sin cambios | |  |                                        |
| 2001              |           | 126.769   | 0,89      | 1/127            | 2/257           | 1           |           |           |           | 0/72             | 0/72            | Sin cambios | |  |                                        |
| 2003              |           | 72.935    | 0,46      | 0/127            | 1/257           | 1           |           |           |           | 0/24             | 0/72            | Sin cambios | |  |                                        |
| 2005              |           | 1 282 503 | 7,44      | 1/127            | 1/257           | Sin cambios |           |           |           | 0/24             | 0/72            | Sin cambios | |  |                                        |
| 2007              | 5/24      | 690.829   |           | 0/127            | 1/257           | Sin cambios |           |           |           | 0/24             | 0/72            | Sin cambios | PBA, Cba, CABA, Mendoza, San Luis                                                                    |  |                                        |
| 2009              | 4/24      | 855.413   |           | 0/127            | 0/257           | 1           |           |           |           | 0/24             | 0/72            | Sin cambios | PBA, CABA, Mendoza, San Luis                                                                         |  |                                        |
| 2011              | 4/24      | 1 175 278 |           | 1/127            | 1/257           | 1           |           |           |           | 0/24             | 0/72            | Sin cambios | PBA, CABA, Mendoza, San Luis                                                                         |  |                                        |
| 2013              | 4/24      | 1 293 536 |           | 0/127            | 1/257           | Sin cambios |           |           |           | 0/24             | 0/72            | Sin cambios | PBA, Mendoza, CABA, San Luis.                                                                        |  |                                        |
| 2015              | 5/24      | 5 578 752 |           | 0/127            | 0/257           | 1           |           |           |           | 0/24             | 0/72            | Sin cambios | PBA, CABA, Córdoba, Mendoza, San Luis.                                                               |  |                                        |
| 2017              | 4/24      | 6 031 172 |           | 0/127            | 0/257           | Sin cambios |           |           |           | 0/24             | 0/72            | Sin cambios | PBA, CABA, Mendoza,Córdoba                                                                           |  |                                        |
| 2019              | 6/24      | 6 080 921 |           | 0/127            | 0/257           | Sin cambios |           |           |           | 0/24             | 0/72            | Sin cambios | PBA, CABA, San Luis, Chaco, Mendoza, Córdoba.                                                        |  |                                        |
| 2021              | 4/24      | 1 971 253 |           | 0/127            | 1/257           | 1           |           |           |           | 0/24             | 0/72            | Sin cambios | Avanza Libertad en PBA La Libertad Avanza en CABA Juntos por el Cambio en San Luis Vamos! Mendocinos |  |                                        |
| 2023              | 7/24      |           |           |                  |                 |             |           | 2/8       |           |                  |                 |             | |  | La Libertad Avanza (5) Sin Alianza (2) |

### Alianzas nacionales históricas
| Alianzas | Alianzas | Alianzas                          | Periodo    | Partidos miembros | Ideología                                                                                    | Posición                        |
| -------- | -------- | --------------------------------- | ---------- | --- | -------------------------------------------------------------------------------------------- | ------------------------------- |
|          |          | Concordancia                      | 1931-1943  | Integrantes - Unión Cívica Radical Antipersonalista - Partido Socialista Independiente | Conservadurismo Antipersonalismo                                                             | Derecha                         |
|          |          | Unión Democrática (apoyo externo) | 1945-1946  | Integrantes - Unión Cívica Radical - Partido Socialista - Partido Comunista - Partido Demócrata Progresista | Antiperonismo Antifascismo                                                                   | Centroizquierda a centroderecha |
|          |          | Juntos por el Cambio              | 2019-2022  | Integrantes - Propuesta Republicana - Unión Cívica Radical - Coalición Cívica ARI - Movimiento de Integración y Desarrollo - Encuentro Republicano Federal - Partido Demócrata Progresista - Partido Demócrata Cristiano - Nuevo Encuentro - Unión Popular Federal - Partido Nacionalista Constitucional UNIR - Partido Socialista - Unión del Centro Democrático - Confianza Pública - Republicanos Unidos - Frente Cívico - Partido Conservador Popular - Producción y Trabajo - Cruzada Renovadora - Partido Liberal | Republicanismo Antikirchnerismo Facciones: Liberalismo Conservador Desarrollismo Radicalismo | Centro a centroderecha          |
|          |          | La Libertad Avanza                | desde 2022 | Integrantes - Partido Libertario - Unite por la Libertad y la Dignidad - Unión Celeste y Blanco - Partido Renovador Federal - Movimiento de Integración y Desarrollo - Partido Conservador Popular - Fuerza Republicana - Republicanos Unidos - Ahora Patria | Libertarismo Antipolítica Antikirchnerismo Antiperonismo                                     | Derecha a extrema derecha       |

### Citas
1. ↑  Primer fundación. El auténtico PDN fue disuelto en 1957.
2. ↑  Segunda fundación.
3. ↑  Rock, David (2006). La construcción del estado y los movimientos políticos en la Argentina, 1860-1916. Prometeo Libros Editorial. ISBN 978-987-574-098-3. Consultado el 1 de septiembre de 2023.
4. ↑  «Javier Milei consigue atraer a los jóvenes en Mendoza, aunque la estructura que lo promueve es un partido de los más conservadores». Clarin. Abril 2022.
5. 1 2  http://www.scielo.org.ar/scielo.php?script=sci_arttext&pid=S1668-80902014000200006
6. ↑  Lattuada, Mario J. (1987). Política agraria del liberalismo-conservador, 1946-1985. Centro Editor de América Latina. ISBN 978-950-25-1455-0. Consultado el 2 de septiembre de 2023.
7. ↑  https://www.lavoz.com.ar/politica/la-cordoba-del-crepusculo-del-regimen-conservador-liberal/
8. ↑  Colombres, Carlos A. Luque (1991). Patrón Costas en la historia. Ed. SEPA. Consultado el 2 de septiembre de 2023.
9. ↑  https://www.redalyc.org/journal/231/23155494002/html/
10. ↑  Nación, Argentina Congreso de la Nación Senado de la (1935). Acta. Consultado el 1 de septiembre de 2023.
11. ↑  Historia e historias: Carlos S.A. Segreti in memoriam. Centro de Estudios Históricos "Profesor Carlos S.A. Segreti". 1999. ISBN 978-987-9064-40-5. Consultado el 1 de septiembre de 2023.
12. ↑  https://www.ungs.edu.ar/wp-content/uploads/2012/09/iberoamerica-global.pdf
13. ↑  https://journals.openedition.org/alhim/5619
14. ↑  «Cuenta del Partido Demócrata Nacional». Twitter. Consultado el 31 de mayo de 2022.
15. ↑  «Partidos Vigentes 30-09-2023». Cámara Nacional Electoral. Consultado el 14 de octubre de 2023.
16. 1 2  «BOLETIN OFICIAL REPUBLICA ARGENTINA - PARTIDO DEMOCRATA». www.boletinoficial.gob.ar. Consultado el 13 de marzo de 2023.
17. 1 2  «El partido Demócrata de Misiones se consolidó como la quinta fuerza en las elecciones legislativas - MisionesOnline». Consultado el 2 de noviembre de 2022.
18. 1 2  Graciana Parra, María (2014). «Los demócratas tucumanos y su participación en la elección nacional de 1937». ISP (Villa Constitución) XXVII (32): 25-47.
19. ↑  «Partidos vigentes». Cámara Electoral. 31 de marzo de 2022.
20. ↑  «Partidos políticos». Cámara Electoral. Consultado el 19 de mayo de 2022.
21. ↑  «Partido Demócrata de CABA se fue de JxC a Javier Milei». Urgente24 - primer diario online con las últimas noticias de Argentina y el mundo en tiempo real. Consultado el 7 de junio de 2023.
22. 1 2  «Afiliaciones por distrito y agrupación 1998-2022». Cámara Nacional Electoral.
23. ↑  Rodriguez, Lidia (1998/1999) Las condiciones laborales en la Argentina del siglo XX. En
Anuario de la SAHE número 2. Miño y Davila, Buenos Aires
24. ↑  «Declaración de Principios». Partido Demócrata.
25. ↑  «Eduardo Luis Duhalde: “La masacre del 16 de junio de 1955 tiene su gran desemboque criminal en el 24 de marzo de 1976”» Archivado el 22 de enero de 2013 en Wayback Machine., artículo en la Hoja Informativa de la Dirección de Prensa y Comunicación del Archivo Nacional de la Memoria, del 24 de junio de 2009, en el sitio web del Archivo Nacional de la Memoria. 

El propósito del bombardeo era instaurar un triunvirato civil integrado por Miguel Ángel Zavala Ortiz (dirigente de la Unión Cívica Radical), Américo Ghioldi (dirigente del Partido Socialista) y Adolfo Vicchi (del partido Conservador).
Eduardo Luis Duhalde, secretario de Derechos Humanos
26. 1 2 3 4  Mansilla, César L. (1983). «Concentración Demócrata». Las fuerzas de centro. Biblioteca Política Argentina. Centro Editor de América Latina. pp. 59-64. ISBN 950250030X.
27. ↑  «Cámara Nacional Electoral». www.electoral.gob.ar. Consultado el 25 de abril de 2022.
28. ↑  «El partido Demócrata homenajeó al exlegislador y periodista Emilio Hardoy – Parlamentario». Consultado el 7 de enero de 2023.
29. ↑  «Cámara Nacional Electoral». www.electoral.gob.ar. Consultado el 25 de abril de 2022.
30. ↑  Sourtech. «Elecciones 2021: Espert no arregló con JxC y va con su propia alianza en la provincia de Buenos Aires - El Economista». eleconomista.com.ar. Consultado el 24 de mayo de 2022.
31. ↑  «Roque Fernández :"Nuestros objetivos están focalizados en sacar a Argentina de la crisis" • Canal C». 17 de agosto de 2021. Consultado el 24 de mayo de 2022.
32. ↑  https://www.elsol.com.ar. «Javier Milei llegó a Mendoza con aires presidenciales y tiró municiones contra todos». Diario El Sol Mendoza. Consultado el 25 de abril de 2022.
33. ↑  «Cámara Nacional Electoral». www.electoral.gob.ar. Consultado el 8 de agosto de 2022.
34. ↑  «Cámara Nacional Electoral». www.electoral.gob.ar. Consultado el 21 de julio de 2023.
35. ↑  «Con el nacimiento de La Unión Mendocina, son cuatro los frentes que competirán en las elecciones provinciales». Diario Uno. Consultado el 14 de abril de 2023.
36. ↑  «Listado de Partidos Politicos – Tribunal Electoral de la Provincia de Misiones». www.electoralmisiones.gov.ar. Consultado el 26 de febrero de 2023.
37. ↑  «Desarrollo y Libertad definía la cantidad de subagrupaciones». Diario de Cuyo. Consultado el 13 de marzo de 2023.
38. ↑  «Hybrid Popup Window». public.tableau.com. Consultado el 23 de junio de 2023.
39. ↑  Bohoslavsky, Ernesto; Morresi, Sergio (1 de diciembre de 2016). «El partido PRO y el triunfo de la nueva derecha en Argentina». Amérique Latine Histoire et Mémoire. Les Cahiers ALHIM. Les Cahiers ALHIM (32). ISSN 1777-5175. doi:10.4000/alhim.5619. Consultado el 27 de mayo de 2024.
40. ↑  «Rogelio Frigerio: “Evidentemente nos han votado de manera indirecta para ser oposición”». Perfil. 3 de noviembre de 2023. Consultado el 27 de mayo de 2024.
41. ↑  «Alfredo Cornejo: "Me cuesta ver al radicalismo fuera de Juntos por el Cambio"». Perfil. 8 de diciembre de 2023. Consultado el 27 de mayo de 2024.
42. ↑  EPE (15 de noviembre de 2021). «La libertad avanza: el nuevo partido libertario que ha entrado en el Congreso de Argentina». Información. Consultado el 27 de mayo de 2024.
43. ↑  Guida, Alejandra Fernández (25 de marzo de 2021). «El fenómeno libertario: quiénes son los jóvenes que militan entre el orgullo de ser de derecha y el anarcocapitalismo». Clarín. Consultado el 27 de mayo de 2024.
44. ↑  «"Milei tiene un componente libertario que lo hace un bicho raro en comparación a las ultraderechas de América Latina"». BBC News Mundo. 20 de noviembre de 2023. Consultado el 27 de mayo de 2024.